# Svartabborrtjärnen (Gudmundrå socken, Ångermanland)
Svartabborrtjärnen är en sjö i Kramfors kommun i Ångermanland och ingår i Indalsälvens huvudavrinningsområde.